# Черден (Айова)
Черден (англ. Churdan) — місто (англ. city) в США, в окрузі Грін штату Айова. Населення — 365 осіб (2020).

## Географія
Черден розташований за координатами 42°9′11″ пн. ш. 94°28′46″ зх. д. / 42.15306° пн. ш. 94.47944° зх. д. (42.153050, -94.479415).  За даними Бюро перепису населення США в 2010 році місто мало площу 5,48 км², з яких 5,47 км² — суходіл та 0,01 км² — водойми.

## Демографія
Згідно з переписом 2010 року, у місті мешкало 386 осіб у 177 домогосподарствах у складі 103 родин. Густота населення становила 70 осіб/км².  Було 203 помешкання (37/км²).
Расовий склад населення:
| - 94,6 % — білих - 1,0 % — чорних або афроамериканців - 1,0 % — азіатів - 0,8 % — корінних американців - 0,3 % — вихідців з тихоокеанських островів |

До двох чи більше рас належало 1,6 %. Частка іспаномовних становила 0,8 % від усіх жителів.
За віковим діапазоном населення розподілялося таким чином: 21,5 % — особи молодші 18 років, 53,4 % — особи у віці 18—64 років, 25,1 % — особи у віці 65 років та старші. Медіана віку мешканця становила 48,2 року. На 100 осіб жіночої статі у місті припадало 85,6 чоловіків;  на 100 жінок у віці від 18 років та старших — 80,4 чоловіків також старших 18 років.
Середній дохід на одне домашнє господарство  становив 44 512 долари США (медіана — 38 125), а середній дохід на одну сім'ю — 54 311 долар (медіана — 48 750). Медіана доходів становила 40 000 доларів для чоловіків та 29 375 доларів для жінок. За межею бідності перебувало 21,1 % осіб, у тому числі 26,7 % дітей у віці до 18 років та 7,6 % осіб у віці 65 років та старших.
Цивільне працевлаштоване населення становило 149 осіб. Основні галузі зайнятості: освіта, охорона здоров'я та соціальна допомога — 31,5 %, сільське господарство, лісництво, риболовля — 14,1 %, виробництво — 10,1 %, будівництво — 8,7 %.